# Near to Earth
Near to Earth er en amerikansk stumfilm fra 1913 af D. W. Griffith.

## Medvirkende
- Lionel Barrymore som Gato
- Robert Harron
- Gertrude Bambrick som Marie
- Mae Marsh
- Kathleen Butle